# Mistrovství světa v malém fotbale GAF7
Mistrovství světa v malém fotbale GAF7 se koná se od roku 2021 a pořádá ho Global Association Football 7 - (GAF7). První ročník se odehrál v roce 2021 ve městě Tera v Ekvádoru. Na posledním šampionátu v Brazílii v říjnu 2023 zvítězili domácí reprezentanti Brazílie.

## Turnaje
| Rok  | Hostitel                  | Finále   | Finále | Finále             | Zápas o     | Zápas o            | Zápas o      |
| Rok  | Hostitel                  | Vítěz    | Skóre  | Poražený finalista | Třetí místo | Skóre              | Čtvrté místo |
| ---- | ------------------------- | -------- | ------ | ------------------ | ----------- | ------------------ | ------------ |
| 2021 | Ekvádor (Tera)            | Mexiko   | 6 – 3  | Chile              | Kolumbie    | 4 – 4 (3 – 1) pen. | Ekvádor      |
| 2023 | Brazílie (Rio de Janeiro) | Brazílie | 5 – 4  | Chile              | Kolumbie B  | 3 – 3 (2 – 1) pen. | Kolumbie A   |
| 2025 | Peru (Lima)               |          |        |                    |             |                    |              |

## Medailový stav podle zemí do roku 2023 (včetně)
| Pořadí | Země     | Zlato | Stříbro | Bronz | Celkem |
| 1.     | Mexiko   | 1     | 0       | 0     | 1      |
| 1.     | Brazílie | 1     | 0       | 0     | 1      |
| 2.     | Chile    | 0     | 2       | 0     | 2      |
| 3.     | Kolumbie | 0     | 0       | 2     | 2      |